# Zygmunt Bauman
Zygmunt Bauman (19. listopadu 1925 Poznaň – 9. ledna 2017 Leeds) byl polsko-britský sociolog židovského původu, který žil od roku 1971 ve Velké Británii. Byl známý pro svou analýzu souvislostí mezi modernitou a holocaustem a úvahy o postmoderním konzumerismu.

## Život
Narodil se v Poznani v roce 1925 v polské židovské rodině. Po okupaci Polska nacistickým Německem a Sovětského svazu za druhé světové války rodina uprchla východněji do Sovětského svazu. Později sloužil v První armádě polského vojska (Pierwsza Armia Wojska Polskiego - zkr. 1AWP), která byla kontrolována Sověty. Zúčastnil se bojů o Kołobrzeg a o Berlín.[zdroj⁠?!] V 1AWP působil jako politický důstojník.
Podle zveřejněných dokumentů polského historika Piotra Gontarczyka z polského Ústavu paměti národa, jež byly publikovny v květnu 2006, působil Bauman v letech 1945 až 1953 ve vojenských oddílech tzv. Jednotek vnitřní bezpečnosti (Korpus Bezpieczeństwa Wewnętrznego - zkr. KBW). Jednotky byly určeny k odhalování a potírání antikomunistických, ukrajinských a německých podzemních hnutí. Z dokumentace dále vyplývá, že se Bauman vyznamenal jako velitel jednotky, která zatkla velký počet protikomunistických bojovníků a byl za to vyznamenán polským Válečným křížem v roce 1950. Ve svém článku výše uvedný historik uvádí, že Bauman byl v letech 1945–1948 informátorem Vojenské rozvědky. V KBW dosáhl Bauman hodnosti rovnající se majorovi, ale v roce 1953 byl propuštěn za to, že se jeho otec pokusil emigrovat do Izraele. To vedlo k několika vážným nedorozuměním mezi otcem a synem, který nejen nesdílel otcovo nadšení pro sionismus, ale byl doslova zatvrzelým anti-sionistou.
Po skončení 2. světové války začal studovat sociologii na varšavské Akademii sociálních věd, později přešel na studia filosofie, protože sociologie byla mezitím zrušena jako buržoazní učební obor. Po dokončení vysokoškolského vzdělání nastoupil na Varšavskou univerzitu, kde byl zaměstnán až do roku 1968. Po březnu 1968 byl spolu s řadou svých kolegů i pro svůj židovský původ vyhozen z Varšavské univerzity a dotlačen k emigraci.
Zpočátku měl Bauman blízko k oficiální marxistické doktríně, důkazem je jeho raná tvorba. Později se však stal pod vlivem prací Antonia Gramsciho a Georga Simmela kritikem komunistického režimu. Pro svůj kritický postoj k režimu nebyl jmenován profesorem, i když dokončil svou habilitační práci.[zdroj⁠?!] Vystaven sílícímu politickému tlaku a antisemitské kampani vedené populistickým ministrem Mieczysławem Moczarem vystoupil v lednu 1968 z Polské sjednocené dělnické strany (Polska Zjednoczona Partia Robotnicza)[zdroj⁠?!] a ještě v témže roce odešel do emigrace stejně tak jako mnoho jiných intelektuálů, kteří upadli v nemilost komunistického režimu a byli během antisemitských čistek v březnu 1968 donuceni emigrovat. Bauman odešel učit sociologii nejprve do Izraele na telavivskou univerzitu a později do Anglie na univerzitu v Leedsu. Tam také získal titul profesora sociologie. Od té doby publikoval své práce v angličtině.
Bauman se oženil se spisovatelkou Janinou Lewinsonovou a měl čtyři dcery. Jeho dcera Lydia Baumanová je malířkou.

## Dílo

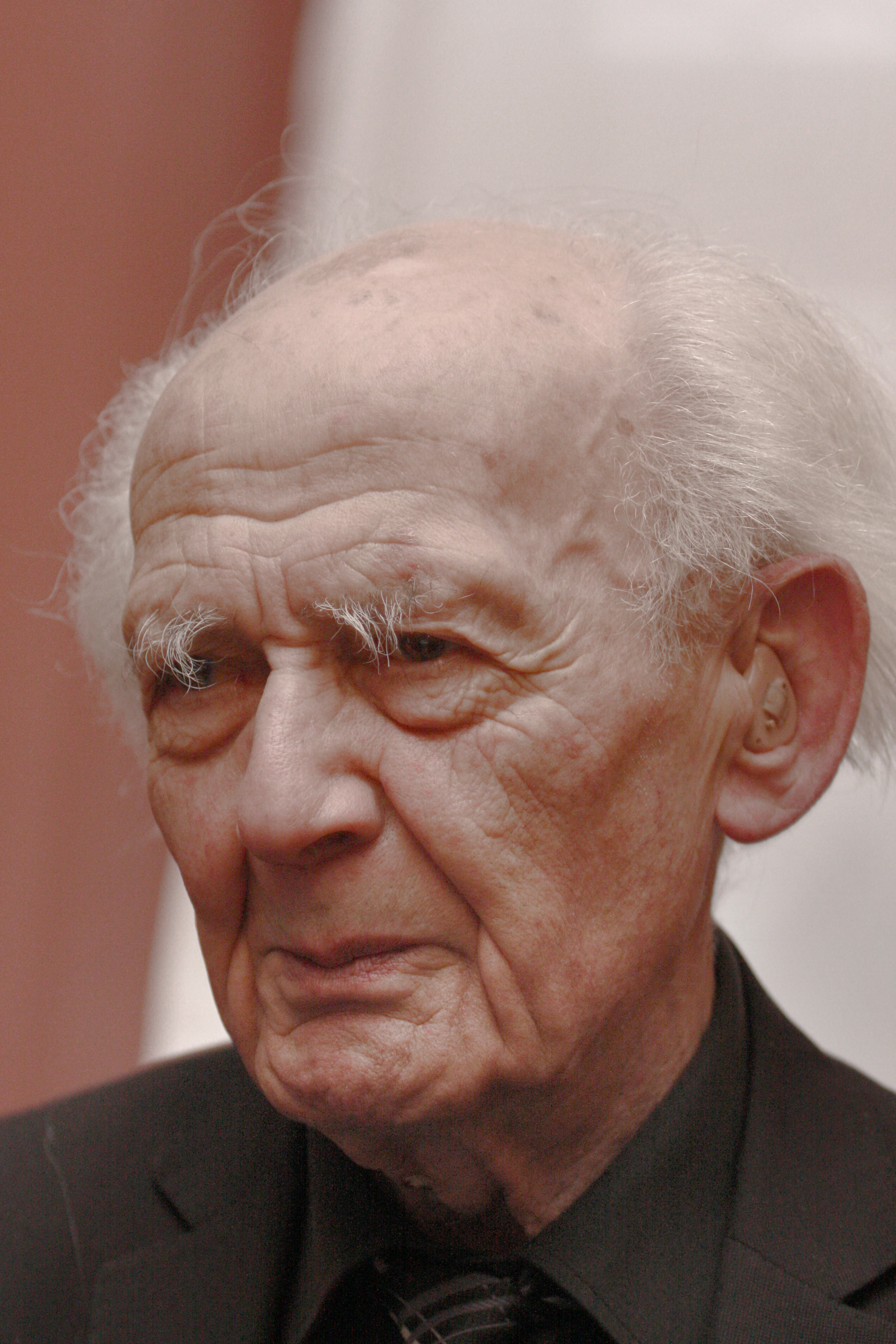
Zygmunt Bauman v Poznani (2010)

Za Baumanův hlavní přínos je považována analýza tzv. ambivalence modernity a jeho výklad holocaustu. Na jeho dílo měli významný vliv Baumanovi učitelé Stanislav Ossowski a Julian Hochfeld a také jeho varšavské setkání s C. Wrightem Millsem.
Ještě během svého polského působení vydal několik sociologických prací včetně knihy Socjologia na co dzień (1962, česky jako Sociologie pro každý den r. 1965), kterou následovala učebnice Zarys socjologii (1963, česky jako Sociologie r. 1966). Tyto práce se později staly základem k jeho anglické učebnici Thinking Sociologically (Myslet sociologicky, 1990), v níž sepsal své nejsystematičtější pojetí tohoto oboru.
Během svého pobytu na London School of Economics sepsal vyčerpávající studii na téma anglického socialistického hnutí. Byla to jeho první závažná práce, která vyšla polsky v roce 1959 a anglicky v roce 1972.
V dalších dílech reflektoval stav společnosti a snažil se zachytit zásadní společenské proměny 20. století. Moderní dobu propojil s holokaustem a poukázal na protikladnost prostupující celou modernitou v knihách Modernity and the Holocaust (1989, česky jako Modernita a holokaust r. 2003) a Modernity and Ambivalence (1991).
Dále se věnoval zejména analýze současné doby, postmoderní společnosti a postavení člověka v ní, globalizaci a jejím důsledkům. Snažil se o reinterpretaci některých sociologických fenoménů, pozornost věnoval například prostoru a vnímání času, vztahu práce a spotřeby, řádu a chaosu, smrti a tělesnosti. Třemi významnými publikacemi k těmto tématům jsou Globalization: The Human Consequences (1998, česky jako Globalizace: důsledky pro člověka r. 1999), Liquid Modernity (2000, česky jako Tekutá modernost r. 2002) a The Individualized Society (1999, česky jako Individualizovaná společnost r. 2004). Na ně navázala ještě Liquid Times: Living in an Age of Uncertainty (2007, česky jako Tekuté časy: Život ve věku nejistoty r. 2008).
Zygmunt Bauman se také zapsal do povědomí československé a později české sociologie, když od poloviny 60. let podporoval její rekonstrukci a rozvoj, za což mu Karlova univerzita v Praze udělila nejvýznamnější akademický titul - doktorát honoris causa.

### Obvinění z plagiátorství
Peter Walsh, doktorand na University of Cambridge, v roce 2014 po analýze Baumannovy knihy Does the Richness of the Few Benefit Us All? obvinil Baumana z přebírání textů z různých webových stránek, včetně Wikipedie. V knize byla doslovně zkopírovaná hesla Slow Food a Steady-State Economy včetně seznamu literatury, bez uvedení zdroje, autorů nebo informace, že jde o hesla z Wikipedie.
Po následné analýze dalších 28 knih bylo zjištěno, že přibližně 90 tisíc slov z nich bylo reprodukováno bez uvedení zdrojů (především z Baumanových předešlých prací, ale také Wikipedie a dalších stránek). Jde tedy převážně o tzv. auto-plagiátorství. Přebírání textů z vlastních starších prací není nijak kontroverzní, nicméně je zavedenou praxí toto uvádět jako autocitace.

## Ocenění
V říjnu 2006 získal v Praze Cenu Nadace Dagmar a Václava Havlových VIZE 97.